# إدارة توليما
إدارة توليما واحدة من 32 إدارة في كولومبيا، تقع في منطقة الأنديز، في وسط غرب البلاد. تحدها من الشمال والغرب إدارة كالداس. من الجانب الشرقي تحدها إدارة كونديناماركا، ومن الجنوب إدارة هويلا، ومن الغرب تحدها الإدارات التالية: كاوكا، فالي ديل كاوكا، كوينديو، ريزارالدا. تبلغ مساحتها 23,562 كم²، وعاصمتها هي إيباغيه. تم إنشاء إدارة توليما في عام 1861.

## أعلام
- بيبي كاسيريس
- دايرو مورينو
- إيفان روجاس
- إفراين غوزمان
- ألفونسو لوبيز